# Kottenheim
Kottenheim („Kottem“) ist eine Ortsgemeinde im Landkreis Mayen-Koblenz in Rheinland-Pfalz. Sie gehört der Verbandsgemeinde Vordereifel an, die ihren Verwaltungssitz in Mayen hat.

## Geographie

### Lage
Kottenheim, auf Platt auch „Kottem“ genannt, liegt in der oberen (westlichen) Pellenz, etwa vier Kilometer nordöstlich von Mayen auf der Verkehrsachse Mayen–Andernach. Zu Kottenheim gehören die Wohnplätze Lavatinwerk und Steinbrechwerk.

### Besonderheiten
Kottenheim besitzt Basaltgrubenfelder (Kottenheimer Winfeld), die zu einem Naherholungsgebiet ausgestaltet wurden. Zahlreiche Häuser, Vorgärten und öffentliche Plätze im Ort sind durch Basaltskulpturen ausgeschmückt. Kottenheim gehört der Verbandsgemeinde Vordereifel an, die überwiegend die Fläche der Vordereifel westlich von Mayen abdeckt, obwohl die Gemeinde von Charakter, soziologischer und infrastruktureller Ausprägung eher der Pellenz nahesteht. Als Besonderheit kann auch die weithin bekannte Leistung des Karnevalsvereins genannt werden. Kottenheim erscheint damit als eine der Hochburgen des regionalen rheinischen Karnevals.

## Geschichte

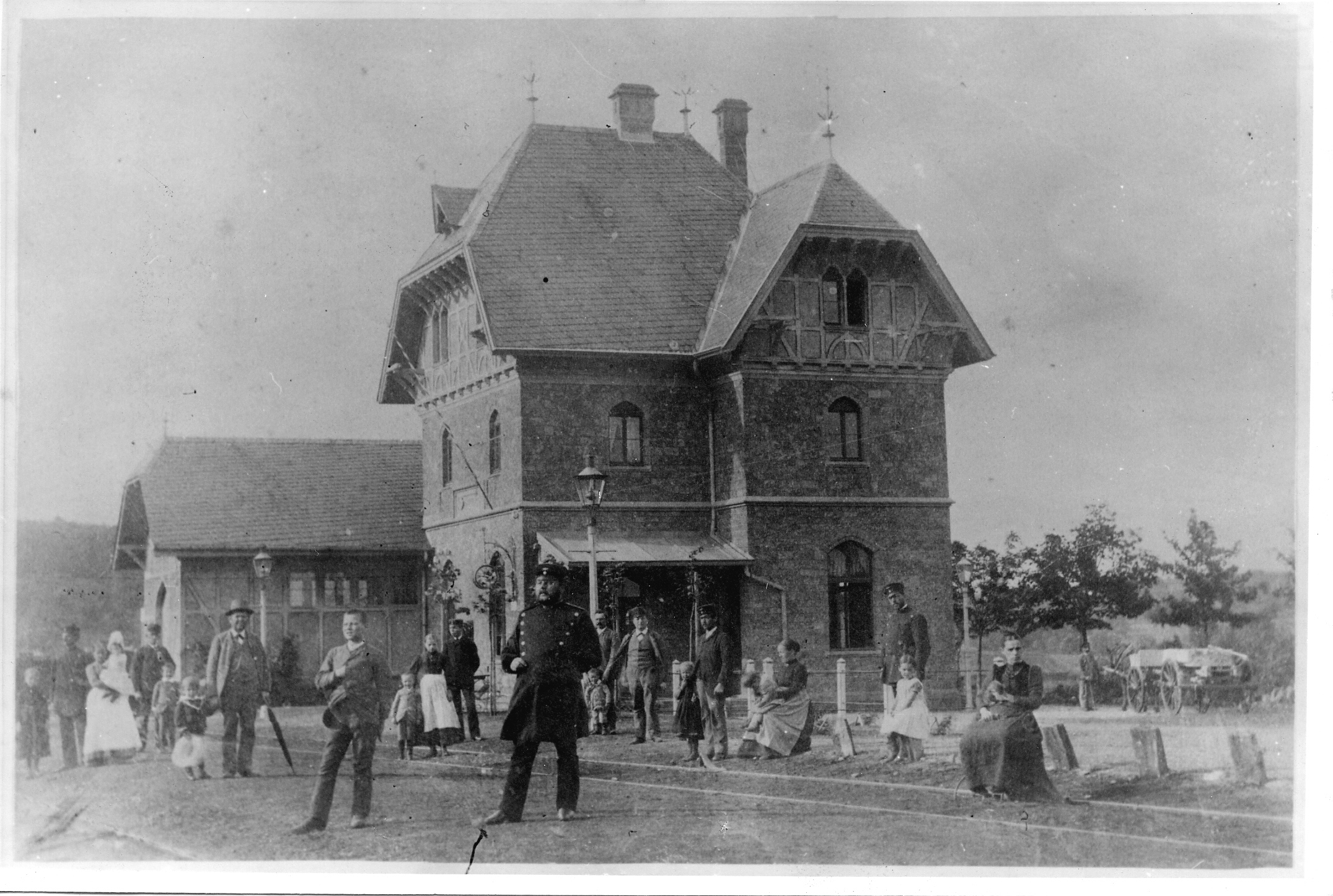
Bahnhof Kottenheim 1892

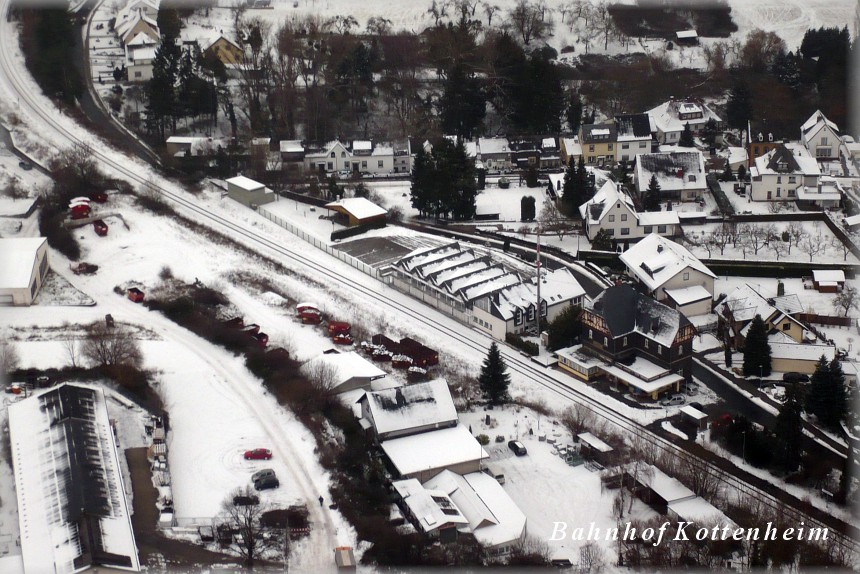
Bahnhof Kottenheim 2010

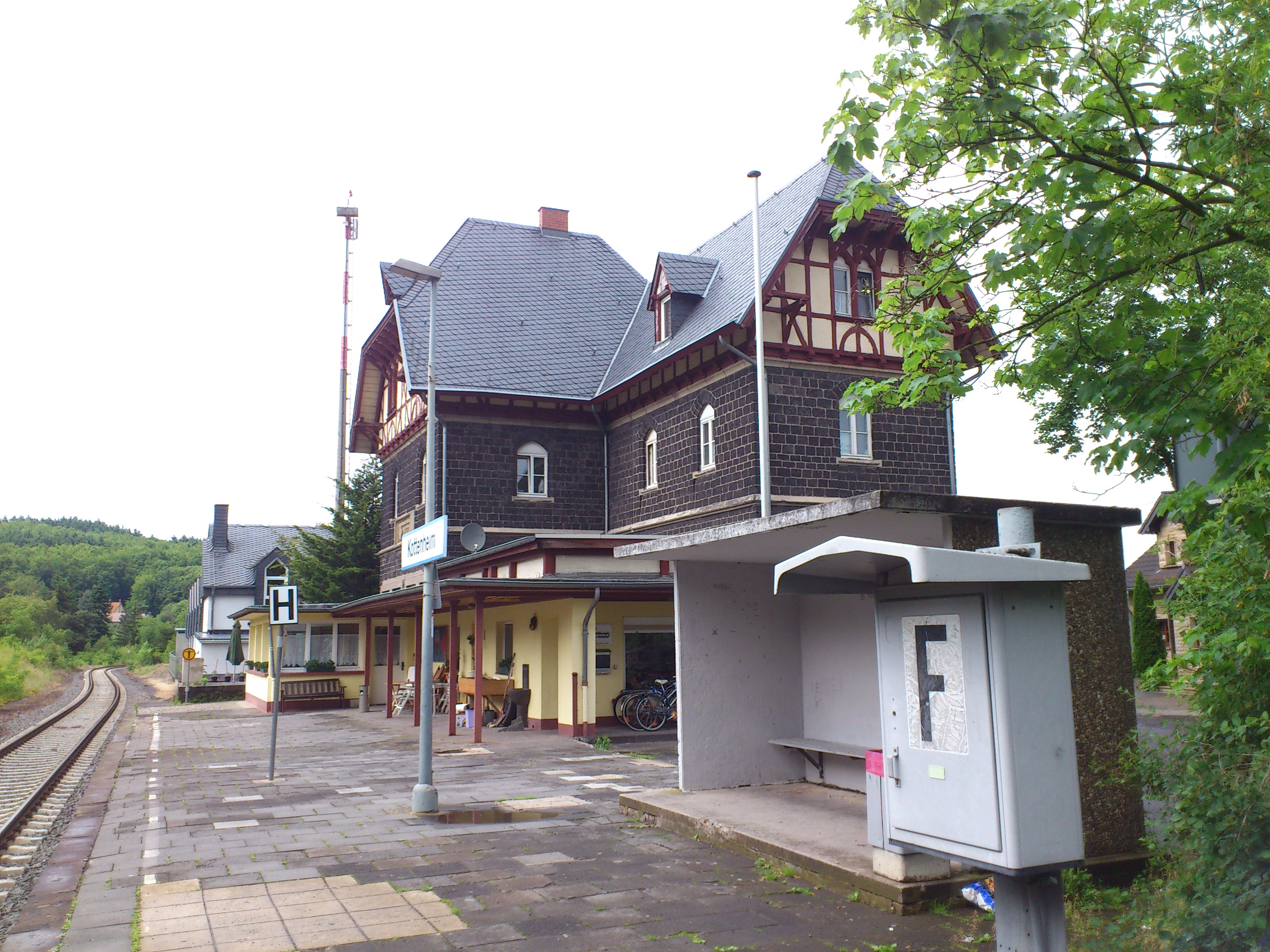
Bahnhof Kottenheim 2012

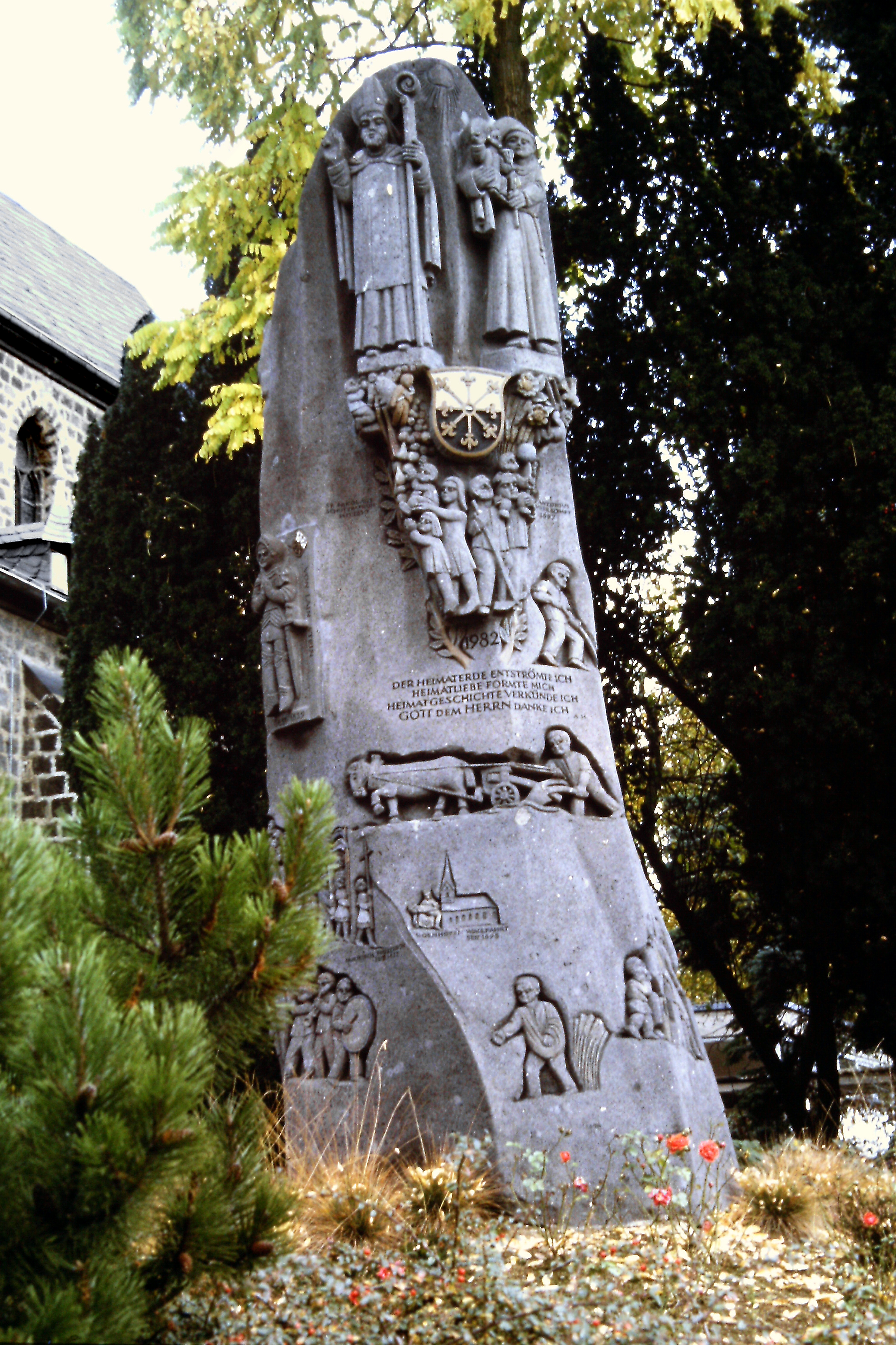
Historiensäule an der Kirche 1984 von Paul Milles

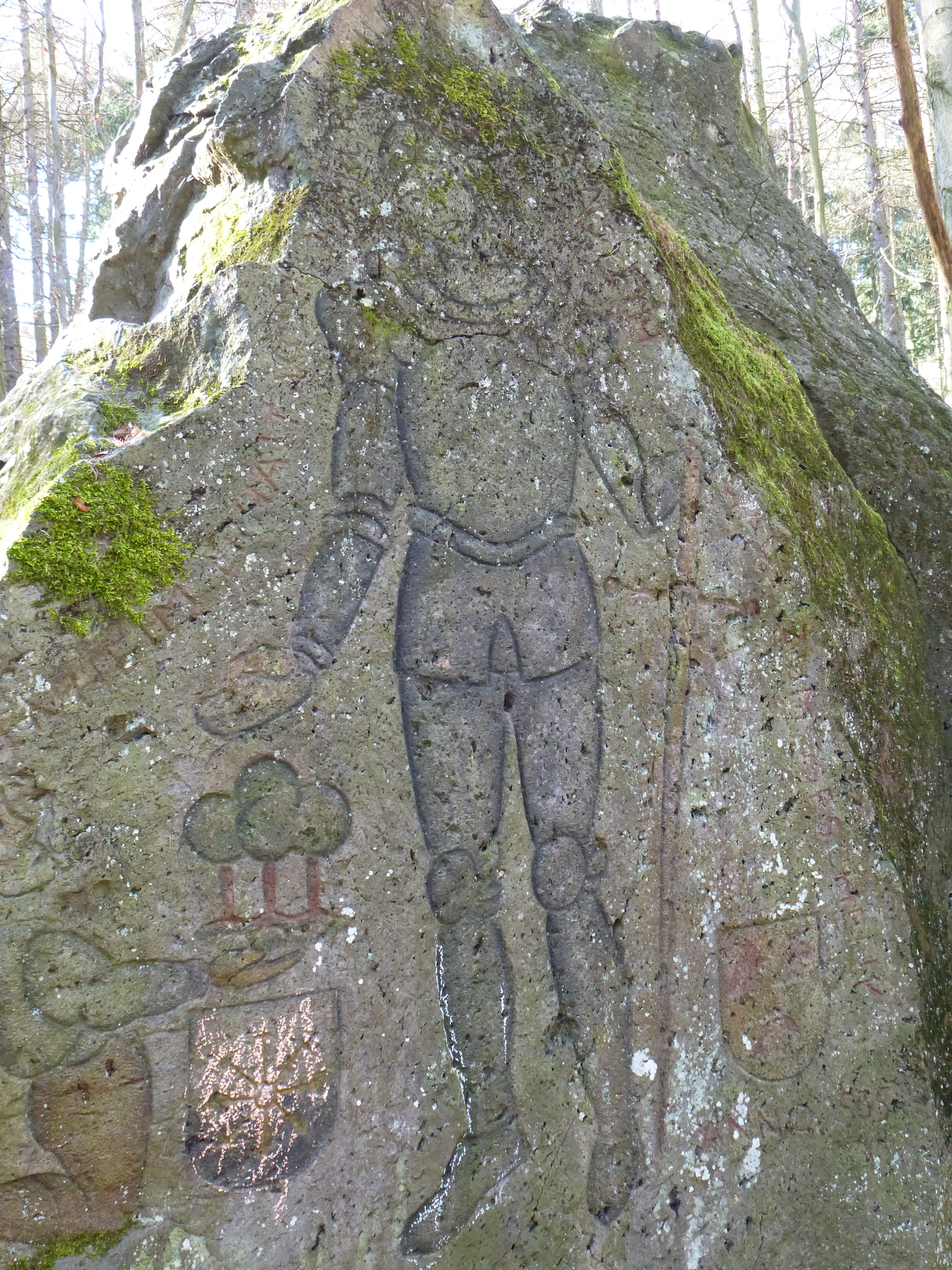
Relief des Junkers Konrad Schilling auf einem Basaltfindling im Kottenheimer Wald

Erstmals wurde Kottenheim in einer undatierten, zwischen 1008 und 1016 ausgestellten Urkunde erwähnt (Cutenheim), mit der der Trierer Erzbischof Megingaud (Megingaudus Trevirorum Dei gratia archiepiscopus) der St. Martinskirche in Münstermaifeld Wingerte zu 13 Fuder Wein in Kottenheim schenkte. 300 Jahre später wird der Weinanbau wieder urkundlich erwähnt: am 28. Juli 1327 verkaufen Christian genannt Hoin von Kottenheim („Kuttinheym“) und seine Ehefrau Gertrud den Kirchherrn zu Fraukirch („Vrouwinkirgin“) für 16 Mark Kölnischer Währung eine Weinrente von 1 Ohm von ihrem Weinberg zu Kottenheim. Ein Jahr später wird in einer Urkunde erstmals die Lage eines Weinbergs genannt: Hermann „Pyfyßen“, Einwohner zu Kottenheim, verkauft an Juta von Monreal, Klosterfrau des Klosters der seligen Maria außerhalb der Mauern Andernachs, später auch einfach Kloster Sankt Thomas genannt, ein Ohm jährlichen Weinzinses aus seinem Weinberg in Kottenheim am Ravenberg.
Im 1732/33 erstellten Schatzungs-Heeb-Register, dem Steuerverzeichnis der Gemeinde, sind 134 Personen aufgeführt, die als Nebenerwerbswinzer 77.604 Weinstöcke besaßen. Die letzte Erwähnung des Weinanbaus in Kottenheim stammt von 1794, als Graf Metternich aus seinem Anteil am Zehnten zwei Fuder Wein bezog. Auch heute zeugen Flurnamen (Wingert) noch vom Weinanbau.
Im frühen Mittelalter bestand das Dorf möglicherweise aus zwei getrennten ursprünglich fränkischen Siedlungen beiderseits eines Hügelrückens, auf dem die Einwohner gemeinsam eine Kirche bauten und damit das Dorf als solches schufen. Noch bis etwa 1990 wurden in den beiden Teilen (genannt Kottenheim-Dorf und Kottenheim-Stadt) gemeinsam, aber auch für sich zwei getrennte Kirmesfeiern (St. Nikolaus und St. Antonius) und zwei gleichzeitige, aber örtlich verschiedene St.-Martins-Feuer ausgerichtet.
Im Mittelalter besaß eine ritterliche Adelsfamilie einen Hof in Kottenheim. Das Wappen dieser Adelsfamilie ist noch heute das Wappen der Ortsgemeinde. Die Beschreibung dieses Wappens lautet: Ein Quergeteilter Wappenschild, oben weiß, unten schwarz, belegt mit einem goldenen Lilienstabkreuz mit acht Stäben. Die Wappenzier besteht aus einem Helm und einem sich nach rechts wendenden, wachsenden Schwan mit einem schwarzen und einem weißen Flügel. Die erste Urkunde, die mit diesem Wappen besiegelt wurde, stammt von Lantzlot von Kottenheim, der erstmals 1394 erwähnt wurde und 1448 starb.
Ein weiterer bedeutender Nachkomme dieses Adelsgeschlechtes ist der Junker Konrad Schilling von Lahnstein, dessen Mutter Margarethe von Kottenheim war. Junker Konrad schenkte den Kottenheimer Bürgern seine anliegenden Waldbesitzungen, weswegen er bis heute in gutem Ansehen der Gemeinde steht. Das 2012–2014 restaurierte Epitaph aus Tuffstein aus dem Jahr 1539, das den Junker in Lebensgröße, gepanzert und mit Helm auf dem Haupt zeigt, ist in der Pfarrkirche St. Nikolaus zu sehen. Ein Standbild auf einem Brunnensockel am Ende der Junker-Schilling-Straße im Ortskern sowie eine in einen großen Basaltfindling eingravierte und gefärbte Abbildung im Kottenheimer Wald (Naherholungsgebiet „Auf der Birk“) zeigen ebenfalls den Junker und erklären die Schenkung des Waldes.
Am 29. Mai 1880 wurde die Bahnstrecke Niedermendig – Mayen Ost offiziell eröffnet. Um einen Bahnhof zu erhalten, musste die Gemeinde neben einem Betrag von 1500 Mark an die Aktionäre auch die zum Bahnbau benötigten Flächen im Wald unentgeltlich abgeben.

## Einwohnerentwicklung
Die Entwicklung der Einwohnerzahl von Kottenheim, die Werte von 1871 bis 1987 beruhen auf Volkszählungen:
| Jahr | Einwohner |
| ---- | --------- |
| 1815 | 620       |
| 1835 | 876       |
| 1871 | 1256      |
| 1905 | 2137      |
| 1939 | 2073      |
| 1950 | 2315      |
| 1961 | 2552      |

| Jahr | Einwohner |
| ---- | --------- |
| 1970 | 2762      |
| 1987 | 2664      |
| 1997 | 2791      |
| 2005 | 2803      |
| 2011 | 2703      |
| 2017 | 2648      |
| 2023 | 2.523     |

## Politik

### Gemeinderat
Der Gemeinderat in Kottenheim besteht aus 20 Ratsmitgliedern, die bei der Kommunalwahl am 9. Juni 2024 in einer personalisierten Verhältniswahl gewählt wurden, und dem ehrenamtlichen Ortsbürgermeister als Vorsitzendem.
Die Sitzverteilung im Gemeinderat:
| Wahl | SPD | CDU | FWG | wfk * | Gesamt   |
| ---- | --- | --- | --- | ----- | -------- |
| 2024 | 6   | 5   | –   | 9     | 20 Sitze |
| 2019 | 8   | 7   | –   | 5     | 20 Sitze |
| 2014 | 11  | 9   | –   | –     | 20 Sitze |
| 2009 | 11  | 6   | 3   | –     | 20 Sitze |
| 2004 | 10  | 7   | 3   | –     | 20 Sitze |

### Ortsbürgermeister
Corinna Behrendt wurde am 27. August 2024 Ortsbürgermeisterin von Kottenheim. Bei der Direktwahl am 9. Juni 2024 hatte sie sich mit einem Stimmenanteil von 56,5 % gegen ihren Amtsvorgänger durchgesetzt und wurde somit für fünf Jahre gewählt.
Behrendts Vorgänger Thomas Braunstein (SPD) hatte das Amt am 30. Juni 2014 von Toni Schüller übernommen, der das Amt 35 Jahre ausübte.

## Kultur und Sehenswürdigkeiten

### Bauwerke

#### Pfarrkirche St. Nikolaus
Nach den Bauplänen des Architekten Vincenz Statz wurde 1854 bis 1857 eine dreischiffige neugotische Basilika in Anlehnung an Formen der Kölner Minoritenkirche errichtet. Am 24. September 1857 erfolgte die Konsekration der Kirche durch Bischof Wilhelm Arnoldi. Der Kirchturm von 1772 wurde 1904 nach Plänen des in Kottenheim geborenen Architekten Caspar Clemens Pickel aufgestockt.

#### Gedächtniskapelle
Die Gedächtniskapelle in romanischer Bauweise wurde 1922 nach Plänen des in Kottenheim geborenen Regierungs- und Baurats Nikolaus Pickel errichtet. In der Kapelle wird der Verstorbenen der beiden Weltkriege aus Kottenheim, der ermordeten Mitglieder der jüdischen Familien Gottschalk und Levy sowie des im KZ Dachau ermordeten Pfarrers Wilhelm Caroli gedacht.

### Vereine

#### Kirchenchor
Der Pfarr-Cäcilien-Verein Kottenheim (Kirchenchor) geht 1885 aus dem Gesangverein Kottenheim hervor. Der Chor zählt 43 aktive Sängerinnen und Sänger (2010). Seine Hauptaufgabe ist die musikalische Gestaltung des Gottesdienstes an den Feiertagen des Kirchenjahres. Es finden aber auch immer wieder kirchliche und weltliche Konzerte vor einem großen Publikum statt. Chorleiter ist seit 2000 Stephan Ring.

#### St.-Antonius-Bruderschaft
Die St.-Antonius-Bruderschaft wurde 1693 von Pfarrangehörigen aus Kottenheim gegründet und 1697 durch Erzbischof Johann Hugo von Orsbeck bestätigt. Zweck der Bruderschaft war die Förderung des religiös-sittlichen Lebens unter ihren Mitgliedern und die Bewahrung vor geistlichen und körperlichen Übeln durch den besonderen Schutz des hl. Antonius von Padua. Die Satzung wurde 1821 und zuletzt 1847 erneuert. Die Unterstützung verunglückter Grubenarbeiter rückte in den Vordergrund. Mit Gründung des Kottenheimer Knappschaftsvereins 1862 verlor die Bruderschaft jedoch immer mehr an Bedeutung. Heute besteht sie nicht mehr.

#### Sportverein TuS Fortuna Kottenheim
Der am 1. Juli 1913 als FC Fortuna Kottenheim im Gasthaus zur Traube gegründete Verein musste 1938 zwangsweise mit dem 1897 gegründeten TV Kottenheim zum TuS Fortuna Kottenheim fusionieren. Heute spielt die Fußballabteilung TuS Fortuna Kottenheim in der Kreisliga B, nachdem die Mannschaft in der Saison 2023/24 aus der Kreisliga A abgestiegen war. Außer der Fußballabteilung gibt es im „TuS“ noch eine Abteilungen für Tennis, Tischtennis und Turnen.

### Brauchtum

#### Bornhofenwallfahrt
Für das Jahr 1695 ist die erste Fußwallfahrt von Kottenheim zum Gnadenbild der Schmerzhaften Mutter Gottes im Kloster Bornhofen belegt. Seit 1719 pilgern Pfarrangehörige jährlich am 7. September nach Bornhofen zu Mariä Geburt am 8. September. Die Organisation der Wallfahrt wurde zunächst von zwei Brudermeistern übernommen, seit 1954 sind es vier.

#### Kleine Geschichte der Not und Plagen
Das Leben im 17. und 18. Jahrhundert, teilweise auch das 19. Jahrhundert, war häufig durch Not und Plagen gekennzeichnet (frühere schriftliche Quellen liegen nicht vor). Zwar soll Kottenheim vom Dreißigjährigen Krieg (1618 bis 1648) kriegerisch wenig in Mitleidenschaft gezogen worden sein, aber die allgemeine Teuerung hatte auch ihre Auswirkungen. Nachfolgend eine (nicht abschließende) Auflistung der Not und Plagen aus den schriftlich überlieferten Quellen, die einen Einblick gibt über das Leben in dieser Zeit in Kottenheim. Die Auflistung dürfte für alle Eifeldörfer ähnlich sein. Die Auswirkungen auf den Alltag lassen sich nur erahnen.
- 1673 sind französische Soldaten in das trierische Gebiet einmarschiert. Aus Rache für die Nichteinnahme von Mayen wird die Umgebung ausgeplündert.
- 1688 waren wieder französische Soldaten im Land und legten „stark belastete Contributionen“ auf. Es gab kaum eine Familie im Dorf, die nicht verschuldet war.

Der Österreichische Erbfolgekrieg (1740 bis 1748) wütet in Europa. Davon ist auch wieder Kottenheim betroffen:
- 1743 muss Bürgermeister May eine Schuld von 100 Reichstalern aufnehmen, um französische „fourage“ bezahlen zu können.
- 1748 muss die Gemeinde 15 Reichstaler „zu den österreichischen Fuhren nach Aachen“ bezahlen (in Aachen finden 1748 die Friedensverhandlungen statt).

Auch der Siebenjährige Krieg (1756 bis 1763) hatte Auswirkungen auf Kottenheim, obwohl die Kampfhandlungen ganz woanders stattfanden. Die durchziehenden französischen Truppen verlangten von der Gemeinde Geld und Sachgüter:
- 1761 musste die Gemeinde 8 Reichstaler Schulden aufnehmen, um „französische Sanktionen nach Limburg“ zu zahlen
- 1762 war Kottenheim verpflichtet, „Gäul“ (Pferde) nach Gießen zu bringen. Im selben Jahr müssen noch mal 20 Reichstaler Schulden aufgenommen werden, um Mehlsäcke nach Gießen zu liefern.
- 1764: obwohl der Krieg zu Ende ist, muss Kottenheim noch mal 100 Reichstaler „fouragegelder“ an die Franzosen zahlen. Dieselbe Zahlung ist auch 1767 fällig. Die Schulden lasten natürlich stark auf der Gemeinde und den Einwohnern. Die nächsten Jahrzehnte sind geprägt von dieser Schuldenlast. Bis 1776 muss der Bürgermeister 77 Bittgänge machen, um „ambtsunkösten“ bezahlen zu können. 1780 kann die Miete für das Schulhaus nicht mehr bezahlt werden.
- 1785 vermerkt ein erzbischöflicher Fragebogen zu Kottenheim: „Schier alles arme Leute. 1400 Rchsthr. Schulden, kein Land, kaum das nötige Brandholz.“
- 1816 tritt eine Hungersnot auf, die bis 1817 anhält (Ausbruch des Vulkans Tambora in Indonesien).
- 1842 wird eine Teuerung durch „Mißwachs“ und Mäuseplage gemeldet, die bis Sommer 1843 anhält.
- 1845 und 1846 ebenfalls „Mißwachs“. Zum ersten Mal tritt eine unbekannte Kartoffelkrankheit auf.
- 1849 strenge Kälte, die bis Ostern anhielt und zu einer starken „Wolfsplage“ führte.
- 1849 schwere Cholera in Mayen, wovon auch Kottenheim betroffen sein dürfte
- 1866 wieder Cholera in Mayen mit 256 Toten in drei Monaten. In Kottenheim sterben „zwei Prozent der etwa 1200 Einwohner“.

„Wolfsplagen“ wurden häufig aus der Eifel gemeldet. Gerade in strengen Wintern konnten Wölfe auch für Menschen gefährlich werden. In Trier gab es bis gegen Ende des 18. Jahrhunderts Prozessionen gegen die Wolfsgefahr. Der letzte Wolf in Kottenheim soll „Auf dem Hufnagel“ abgeschossen worden sein (Jahreszahl unbekannt). Die Flurbezeichnung „Auf der Wolfskaul“ in der Hausener Straße, die erstmals 1528 („uff der Wolffkulen“) auftaucht, erinnert noch heute daran.

#### Regelmäßige Veranstaltungen

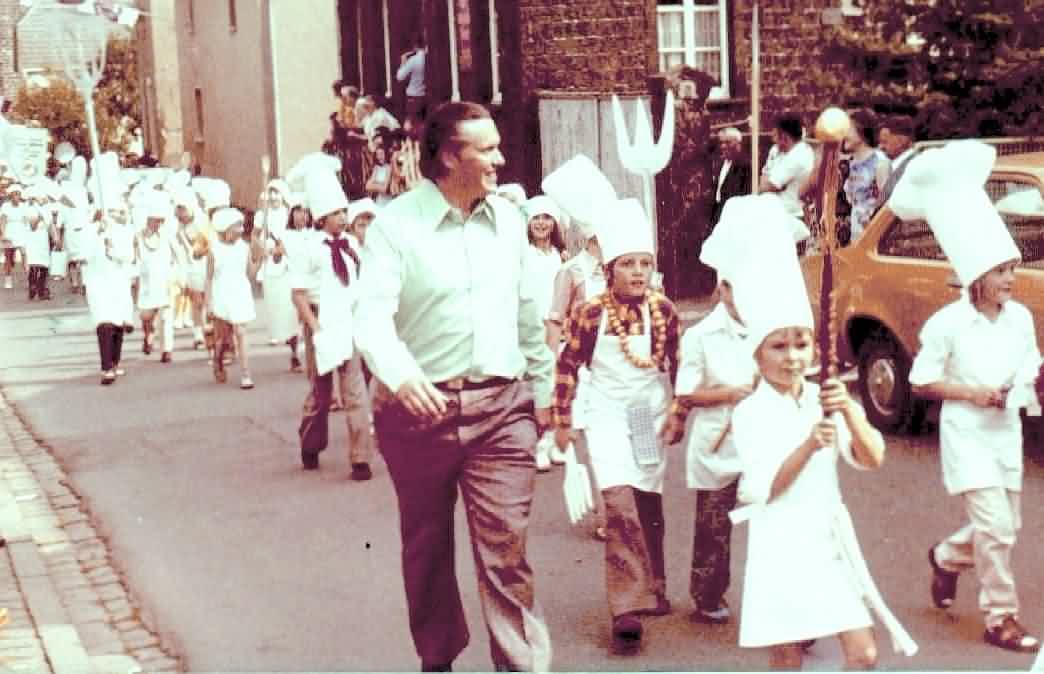
Kröbbelchesumzug 1978

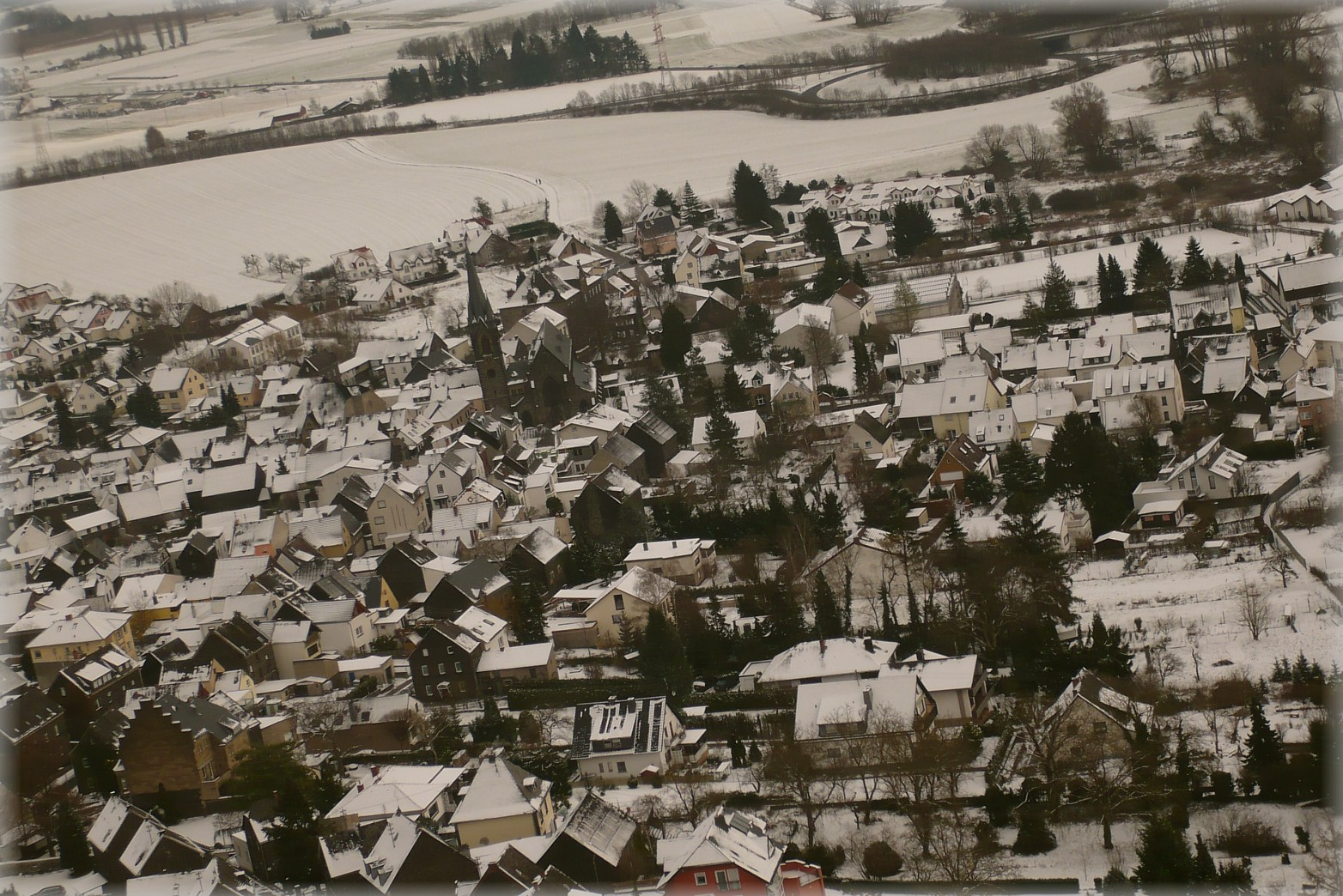
Luftbild Winter in Kottenheim

- Alle zwei Jahre (mit gerader Jahreszahl) findet seit 1952 in Kottenheim (in der Regel am letzten Wochenende im August) das Kröbbelchesfest statt, ein Fest zu Ehren der zu Kartoffelpuffern (= Kröbbelche) verarbeiteten Erdfrucht. Neben den Kröbbelche, die in der Regel mit Apfelmus oder mit Brot gegessen werden, kann auch der sog. Döppekooche (= Topfkuchen, eine Art Auflauf aus geriebenen Kartoffeln) zu den typischen Gerichten dieses Ortes gerechnet werden. Die Kartoffel war zu der Zeit, als die Kottenheimer noch fast alle im Basaltabbau tätig waren, das preiswerte Grundnahrungsmittel der Bevölkerung. Neben einem einer Kirmes ähnlichen Festplatz war dabei lange Jahre auch der thematisch ausgestaltete Festzug sehenswert.
- Des Weiteren findet jedes Jahr das vom Junggesellenverein traditionell ausgerichtete Junggesellenfest statt. Mit jährlich über 3000 Besuchern ist die Veranstaltung eine feste Größe in den Terminkalendern anderer Junggesellenvereine. Das Junggesellenfest findet jedes Jahr am Fronleichnamswochenende statt.[16]

### Eifel-Camino
Der Zubringerweg des Eifel-Camino von Nickenich nach Mayen führt durch Kottenheim. Eine Informationsstele auf dem Schulhof weist darauf hin. Der Eifel-Camino führt von Andernach nach Trier und ist Bestandteil des Jakobswegenetzes nach Santiago de Compostela.

## Wirtschaft und Infrastruktur

### Öffentliche Einrichtungen
- Kindertagesstätte St. Anna in Trägerschaft der Kath. Kirchengemeinde St. Nikolaus
- Grundschule in Trägerschaft der Gemeinde
- Seniorenheim
- Stützpunktfeuerwehr

### Verkehr
Kottenheim hat einen Haltepunkt an der Eifelquerbahn. Hier verkehren die Linien RB 23 (Lahn-Eifel-Bahn, Mayen Ost–Mendig–Andernach–Koblenz Stadtmitte–Koblenz Hbf–Niederlahnstein–Bad Ems–Diez–Limburg) sowie die Linie RB 38 (Mayen Ost–Mendig–Andernach) der DB Regio nach dem Rheinland-Pfalz-Takt täglich alle 60 Min. Es gilt der Tarif des VRM (Verkehrsverbund Rhein-Mosel).
Zudem verkehren Regionalbuslinien in Richtung Mayen und Andernach.

## Persönlichkeiten

### Ehrenbürger
- Caspar Clemens Pickel (1847–1939), Architekt, der vor allem Kirchen baute, preußischer Baurat; in Kottenheim geboren.[15]
- 1958: Heinrich Pickel (1883–1964), Unternehmer und Politiker (CDU), MdL Rheinland-Pfalz 1947–1963; in Kottenheim geboren.[15]
- 2014: Toni Schüller (* 1937), Ortsbürgermeister 1979–2014, verliehen zur Anerkennung seiner jahrzehntelangen Verdienste um die Allgemeinheit.[15]

### In Kottenheim geboren
- Paul Milles (1926–2006), Bildhauer
- Alfons Moog (1915–1999), Fußballspieler

### Mit Kottenheim verbunden
- Wilhelm Caroli (1895–1942), katholischer Priester, NS-Opfer, lebte von 1939 bis 1941 im Zwangsruhestand in Kottenheim, hielt hier eine Predigt gegen Euthanasie, weshalb er ins KZ Dachau kam, wo er starb.